# Мосидзе, Шалва Илларионович
Шалва Илларионович Мосидзе (груз. შალვა ილარიონის ძე მოსიძე; 28 декабря 1936, Чиатура, Грузинская ССР, СССР) — советский и грузинский хоровой дирижёр, хормейстер и педагог. Народный артист Грузинской ССР (1988).

## Образование
Родился в городе Чиатура, воспитывался в Тбилиси, в семье Мумладзе. После окончания центральной музыкальной школы («Десятилетки для одаренных детей») поступил в Тбилисскую государственную консерваторию на факультет хорового дирижирования (преподаватель: Вахтанг Палиашвили).

## Горийский женский хор
После окончания консерватории в 1967 году был распределен преподавателем в Горийское музыкальное училище, где в 1970 году основал Горийский женский хор.
С 1970 по 2013 год на протяжении 43 лет был бессменным художественным руководителем и главным дирижёром Горийского женского хора. Гастролировал с ансамблем во многих зарубежных странах, включая Францию, Испанию, Японию, Германию, Ирландию, Великобританию, Мальту, Венгрию, Болгарию, страны бывшего СССР. Ансамбль является лауреатом многих международных конкурсов хоровой музыки, участвует в различных международных фестивалях, в его репертуаре произведения как грузинских, так и европейских композиторов. Особо следует отметить плодотворное творческое сотрудничество дирижёра Шалвы Мосидзе с композитором Иосифом Кечакмадзе.
В 2013 году 77-летний маэстро передал художественное руководство Горийским женским хором своей ученице Теоне Цирамуа.

## Преподавательская деятельность
С 1976 года Шалва Мосидзе активно преподает в Тбилисской государственной консерватории на кафедре хорового дирижирования. В разное время был преподавателем, доцентом, заведующим кафедрой, профессором. С 2020 года — Заслуженный профессор (Эмерит). Его учениками являются: Георгий Жордания, Арчил Ушверидзе, Теона Цирамуа, Звиад Болквадзе, Нино Циклаури, Симон Джангулашвили и др. С 1976 по 1985 год руководил женским хором Тбилисской государственной консерватории. В настоящее время является консультантом патриаршего хора Свято-Троицкого кафедрального собора в Тбилиси.

## Награды и звания
- 1988 — Народный артист Грузинской ССР.
- 1991 — Лауреат премий имени Захария Палиашвили.
- 1996, 2013 — Орден Чести.
- 1996 — Почетный гражданин Гори.
- 2013 — Золотой орден Святого Георгия — высшая награда Грузинской Православной Церкви.
- 2013 — Лауреат премий имени Шота Руставели.
- 2020 — Заслуженный профессор Тбилисской государственной консерватории.

## Семья
Шалва Мосидзе живёт в Тбилиси с женой — Тамарой Рчеулишвили. У пары два сына: Георгий и Отар и 5 внуков.

## ресурсы в Интернете
- Альбом Горийского женского хора «Archaica» (1995), дирижёр — Шалва Мосидзе
- Страничка Шалвы Мосидзе на сайте BBC Music
- Страничка Шалвы Мосидзе на сайте Discogs
- Страничка Шалвы Мосидзе на classic-online.ru